# Fumitake Shimizu
Fumitake Shimizu (jap. 清水 文武, Shimizu Fumitake; * 25. Juni 1968) ist ein japanischer Badmintonspieler.

## Karriere
Fumitake Shimizu gewann 1977 und 1998 die japanische Erwachsenenmeisterschaft im Mixed mit Fujimi Tamura. 1998 siegte er mit ihr auch bei den gesamtjapanischen Titelkämpfen. Ebenfalls 1998 wurde er Fünfter bei den Japan Open.

## Sportliche Erfolge
| Saison | Veranstaltung                   | Disziplin | Platz | Name                             |
| ------ | ------------------------------- | --------- | ----- | -------------------------------- |
| 1997   | Japan: Einzelmeisterschaften    | Mixed     | 3     | Fumitake Shimizu / Fujimi Tamura |
| 1997   | Japan: Erwachsenenmeisterschaft | Mixed     | 1     | Fumitake Shimizu / Fujimi Tamura |
| 1998   | Japan: Erwachsenenmeisterschaft | Mixed     | 1     | Fumitake Shimizu / Fujimi Tamura |
| 1998   | Japan: Einzelmeisterschaften    | Mixed     | 1     | Fumitake Shimizu / Fujimi Tamura |
| 1998   | Japan Open                      | Mixed     | 5     | Fumitake Shimizu / Fujimi Tamura |